# Neea tenuis
Neea tenuis är en underblomsväxtart som beskrevs av Paul Carpenter Standley. Neea tenuis ingår i släktet Neea och familjen underblomsväxter. Inga underarter finns listade i Catalogue of Life.